# Milieu amplificateur
Pour les articles homonymes, voir Amplificateur.
Dans un laser, le milieu amplificateur est un matériau qui permet d'amplifier la lumière le traversant. Ce gain est souvent créé par émission stimulée. Pour cela, une source d'énergie est nécessaire que l'on appelle pompage optique. Pour pouvoir réaliser l'inversion de population, il est nécessaire d'avoir des transferts de populations entre au moins trois niveaux du milieu amplificateur.
Le milieu amplificateur est un élément central des lasers car il permet de compenser les pertes que la lumière subit au fur et à mesure qu'elle effectue des allers-retours dans la cavité optique. Cette importance est traduite par le fait qu'on nomme généralement les lasers par la composition de leur milieu amplificateur.

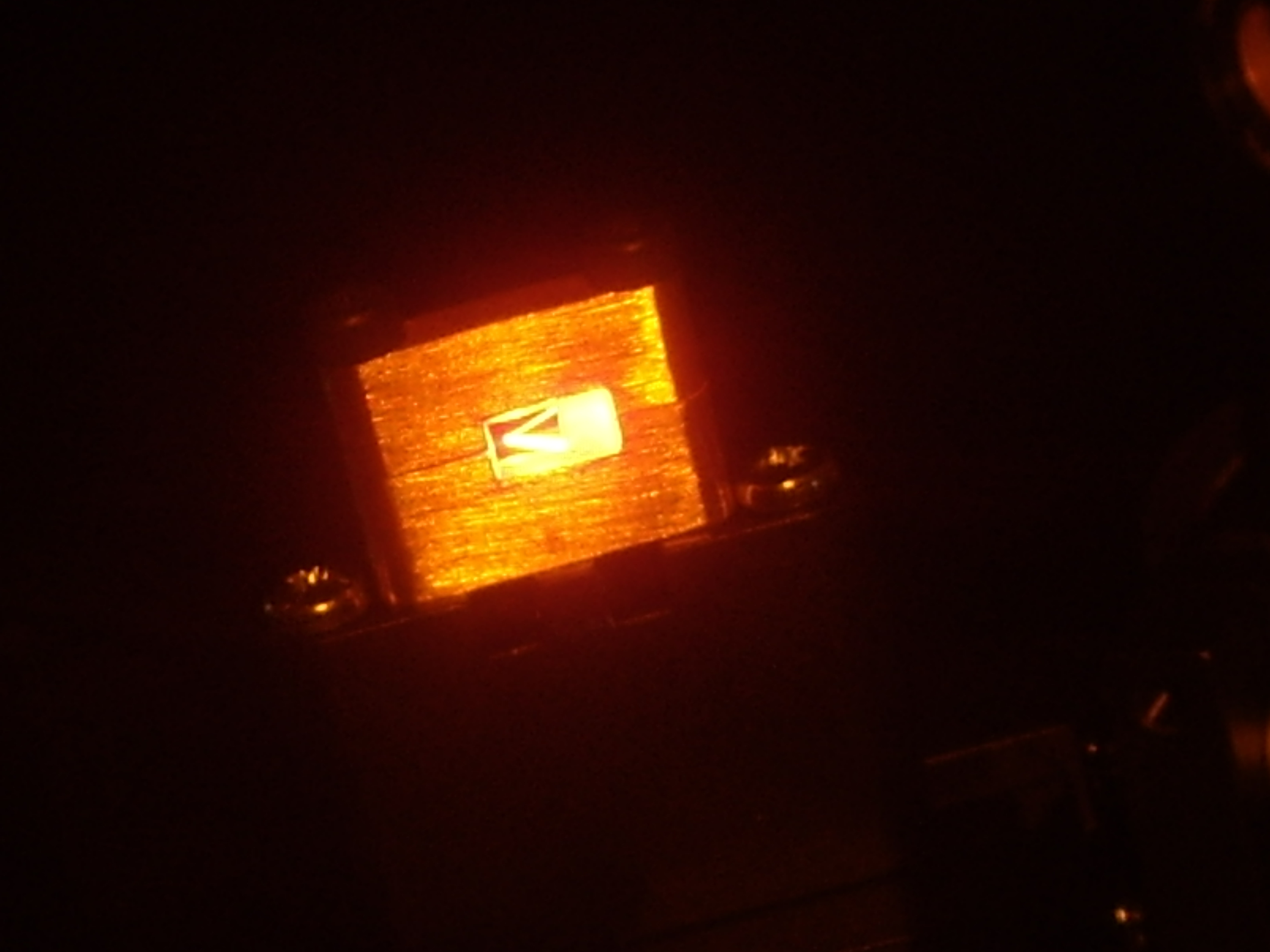
Cristal de saphir dopé au titane pompé optiquement par un laser vert

Les milieux amplificateurs peuvent être constitués de différents matériaux :
- Des cristaux dopés avec des ions comme le néodyme, l'ytterbium, l'erbium, le titane, le chrome.  Les exemples les plus fréquents sont le YAG, le YVO4 et le saphir.
- Du verre comme les silicates ou les phosphates, également dopés avec des ions.
- Du gaz comme l'hélium, le néon, l'azote, le dioxyde de carbone, etc.
- Des semi-conducteurs comme l'arséniure de gallium.
- Des solutions de certains colorants (voir laser à colorant).
- Des faisceaux d'électrons (voir laser à électrons libres).

Le pompage optique peut être obtenu avec un courant électrique, de la lumière, des réactions chimiques, etc.